# Gerichtsgemeinde

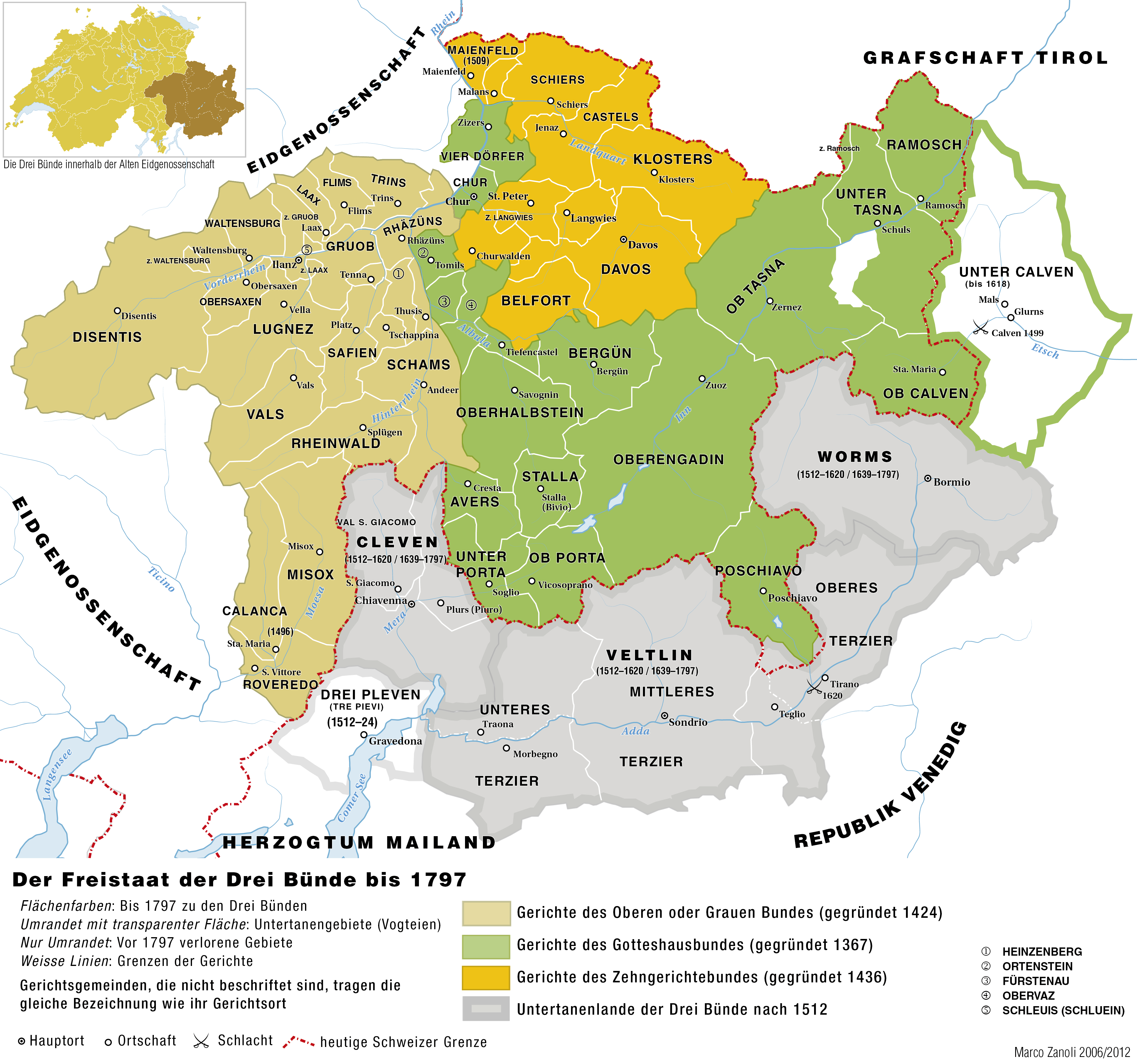
Freistaat der Drei Bünde; die eingezeichneten lokalen Einheiten sind die Gerichtsgemeinden

Die Gerichtsgemeinden (ital. Comune giurisdizionale) waren im Freistaat der Drei Bünde in der Alten Eidgenossenschaft vom 16. bis 18. Jahrhundert die Träger der politischen und gerichtlichen Gewalt. Sie waren souveräne Staatsgebilde, deren Gesamtheit die höchste Gewalt im Freistaat verkörperte. Nur die Frage über Krieg und Frieden, die Aussenpolitik und die Verwaltung der Untertanenlande überliessen sie dem Bundstag, d. h. dem Gesamtstaat, ähnlich der Regelung bei der eidgenössischen Tagsatzung. Der Begriff wurde auch in Liechtenstein benutzt, aber in einer anderen Bedeutung.

## Drei Bünde
Die Gerichtsgemeinden hatten sich im Spätmittelalter aus den feudalen Herrschaften entwickelt, indem die Rechte des Feudaladels auf das gemeine Volk übergingen. Die Gerichtsgemeinde bestand zumeist aus mehreren Nachbarschaften, die ihrerseits autonome Wirtschaftsgenossenschaften darstellten und häufig auch mit den Kirchgemeinden identisch waren. Gebietsmässig entsprach ein Teil der Gerichtsgemeinden den bis 2016 bestehenden Kreisen.
Zur Ausübung der Gewalt verfügte die Gerichtsgemeinde über einen Rat mit einem Landammann (romanisch mistral) an der Spitze. Im Rat waren die Nachbarschaften mit einem oder mehreren Geschworenen vertreten. Die Ratsmitglieder fungierten als Richter in den Kriminal- und Zivilprozessen, die zumeist nach den einzelnen Gerichtsgemeinden eigenen Statuten oder Gesetzen urteilten, sowie als Politiker in Landesangelegenheiten: Sie hatten zu Anfragen der Bundshäupter oder des Bundestages Stellung zu nehmen und konnten eigene Vorschläge zuhanden dieser Organe einbringen (altbündnerisches Referendum mit einem gewissen Initiativrecht). Aus ihrer Mitte wurden die Boten mit Instruktion an die Bundstage delegiert.
Der Graue Bund umfasste gemäss Pieth – die Werte anderer Autoren können geringfügig abweichen – 21 Gerichtsgemeinden mit 27 Stimmen bzw. Boten, der Gotteshausbund 17 Gerichtsgemeinden mit 22 Stimmen und der Zehngerichtenbund 14 Gerichtsgemeinden mit 14 Stimmen. Insgesamt delegierten die 52 Gerichtsgemeinden 63 Boten an den Bundstag.

## Liechtenstein
Im Gegensatz zu den republikanischen Drei Bünden waren die Gerichtsgemeinden in Liechtenstein nicht Träger der Staatsgewalt. Sie traten als Vertretung der Untertanenschaft gegenüber dem Fürstenhaus auf. Die Grafschaft Vaduz und die Herrschaft Schellenberg bildeten ab dem ausgehenden Mittelalter je eine Gerichtsgemeinde, d. h. einen mehrere Dörfer umfassenden Gerichtssprengel, in welchem die Gerichtsunterworfenen an der Ausübung der Zivil- und Kriminalgerichtsbarkeit beteiligt waren.